# أثر الحرب العالمية الأولى على الأطفال في الولايات المتحدة

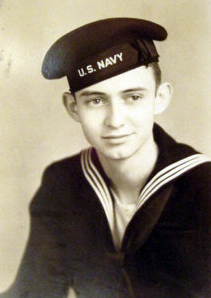
فتى أمريكي ألتحق بالبحرية الأمريكية إبّان الحرب.

رغم انخراط الولايات المتحدة بالحرب لمدة شهور قِلّة، فقد كان لإعادة تنظيم المجتمع تأثير كبير على الحياة الأمريكية. وخلال الحرب العالمية الأولى، تأثرت الحياة اليومية نتيجة تجنيد الرجال وإرسالهم إلى القتال في الخارج، وترتب على النساء ملء أماكنهم في المصانع. ظهرت برامج الشباب وتطورت في استجابة لمساعدة الحكومة لهذه البرامج الجديدة. أثناء فترة الحرب وما بعدها، تأثرت حياة الأطفال في الولايات المتحدة بشكل كبير بعدة طرق.
توفي أكثر من 116000 جندي من أفراد القوات المسلحة الأمريكية في الحرب، والذي يعتبر أقل بكثير من عدد قتلى المحاربين الذين قدَّمتهم البلدان الأخرى. لم يُقْدِم أحد على تقدير أو إحصاء ما خلّفته الحرب من أيتام. فضلًا عن ذلك، عندما غادرت القوى العاملة من الذكور للمعركة، بدأت الأمهات والأخوات العمل في المصانع لتولي مناصبهم، وبدأت ديناميكية الأسرة بالتغيّر؛ هذا ما أثر على الأطفال بشكل خاص إذ كان لديهم وقت أقل ليمضوه مع أفراد أُسَرِهم وكان من المتوقع منهم أن يكبروا بسرعة ويساعدوا في المجهود الحربي. وبالمثل، دعا وودرو ويلسون الأطفال المشاركين في منظمات الشباب إلى المساعدة في جمع الأموال لسندات الحرب والطوابع من أجل جمع الأموال للمجهود الحربي. كانت هذه وسيلة منه لحشد الرأي العام وإحراج البالغين ممّن لم يتبرعوا. عمل مكتب استعلامات الحرب ووكالات أخرى على تنفيذ برامج وتصميم ملصقات وكتيبات لتشجيع دعم الحرب.

## خلفية تاريخية للحرب العالمية الأولى
شاركت الولايات المتحدة في الحرب العالمية الأولى في الأشهر التسعةَ عشرَ الأخيرة من الحرب (من أبريل 1917 إلى نوفمبر 1918)، وجُنِّد نحو 4355000 رجل في الخدمة. بحلول صيف 1918، انتهى تدريبهم وجرى نقلهم إلى فرنسا بمعدل 10000 عسكري في اليوم.
وفي غضون ذلك، حُشدت كل مزرعة وبلدة ومدينة وكل قطاع اقتصادي من أجل المجهود الحربي. شغل عشرات الملايين من الآباء وظائف الحرب أو التحقوا بمنظمات تطوعية مثل الصليب الأحمر. غيرت هذه المشاركة مسار الحرب وأثرت بشكل مباشر على الحياة اليومية والتعليم والبُنَى الأسرية للأطفال في الولايات المتحدة. إذ شهدت الجبهة الداخلية عملية حشد منهجي لجميع السكان والاقتصاد بأكمله لإنتاج الجنود والإمدادات الغذائية والذخائر والأموال اللازمة لكسب الحرب. رغم دخول الولايات المتحدة الحرب في عام 1917، لم يكن هناك تخطيط جيد، أو حتى إدراك للمشاكل التي وجب على البريطانيين وغيرهم من الحلفاء حلها على جبهاتهم. نتيجة لذلك، كان مستوى الارتباك والاضطراب في صفوفهم واضحًا في الأشهر الإثني عشر الأولى، ثم سيطروا على زمام الأمور بجدارة.

## الأثر على التعليم
غيّرت الحرب العالمية الأولى نظام التعليم في الولايات المتحدة من خلال تغيير المناهج الدراسية مع المنشورات الحكومية وجلسات الوطنية الإلزامية. على الرغم من انخراط الولايات المتحدة في الحرب العالمية الأولى لفترة قصيرة من الزمن، أدخلت الحكومة العديد من البرامج والتعديلات على نظام التعليم الأمريكي. خلال فترة الحرب تلك، كان هناك تركيز قوي على القومية والوطنية، ما أثر بشكل كبير على التعليم. عمل وودرو ويلسون وحكومة الولايات المتحدة على تمويل سلسلة من المنشورات والملصقات والنشرات والخطب التي عززت المشاعر القومية القوية والآراء المعادية لألمانيا. استُخدمت هذه الأشكال المختلفة من البروباغندا القومية في مناطق المدارس العامة في جميع أنحاء البلاد وأثرت على الطلاب ليحافظوا على ولائهم للولايات المتحدة. عززت هذه البرامج نشاطات مثل التطوع مع المنظمات الفدرالية كفيلق تدريب ضباط الاحتياط (روتس) وشراء سندات الحرب لدعم الحكومة.

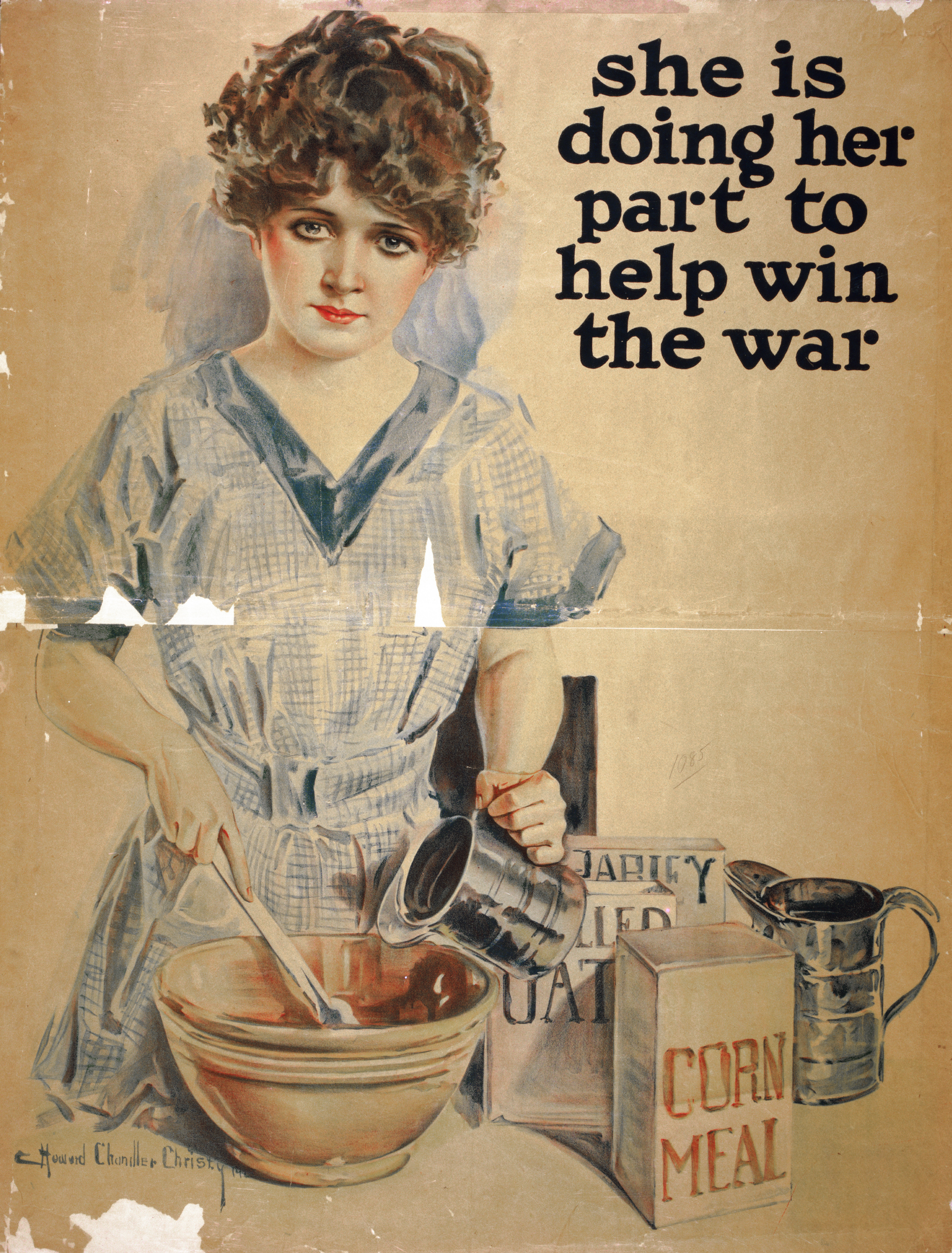
ملصق دعائي حول مساهمة الفتيات في الحرب

بالإضافة لذلك، أنشأت الحكومة العديد من البرامج للمساعدة في دعم التعليم مثل لجنة شؤون الإعلام (سي بي آي)، والرابطة الوطنية للتعليم (نيا)، ووضع المبادئ الأساسية للتعليم الثانوي، إذ عززت جميعها الحركات القومية والتغييرات في عملية التعليم. على سبيل المثال، كجزء من برامج (سي بي آي) و (نيا)  وبمساعدة وودرو ويلسون، وُزِّعت مناشير تدعو إلى الديمقراطية والوطنية في المدارس. أكدت هذه المناشير أيضًا على حركة جديدة من الفعالية الاجتماعية التي فضلت بقوة أن ينمو الطلاب كشعب ويشاركوا كمواطنين وطنيين. كان الهدف الرئيسي الآخر لهذه البرامج التعليمية هو الابتعاد عن أنظمة التعليم الحكومية والاتجاه نحو نظام التعليم المؤمَّم، والذي من شأنه أن يبقي المناهج الدراسية متشابهة ويعزز الأمة الموحدة بين الطلاب. على سبيل المثال، غيرت الحكومة الوطنية الكتب المدرسية لتصوير الثورة الأمريكية بطريقة تخفي شرّ وحقد بريطانيا. كان هذا الأمر مهمًا نتيجة تحالف الولايات المتحدة مع بريطانيا العظمى آنذاك.
بدءًا من المستوى الابتدائي، وُضِعت دروس وطنية وموالية للحرب في المدارس العامة. وشملت فعاليات مثل فترات أسبوعية مدتها خمس عشرة دقيقة حول الوطنية للصفين الأول والثاني. وشددوا على إرشاد المعلمين للأطفال بحيث ينظروا إلى الحرب بطريقة إيجابية ويصوروا الحرب لهم من حيث الاحتفالات والانتصارات، عوضًا عن الحقائق المدمرة. ذكر كتيّب موجه للمرحلة الابتدائية: «في تعليم الحرب للتلاميذ الصغار، ينبغي استمالة الخيال والعواطف في المقام الأول. لا يكفي أن نخبر تلاميذنا بأحداث الحرب... يجب أن نوقظ مخيلتهم ونثير مشاعرهم تقديرًا لأهمية الأحداث العظيمة في العصر». لذلك، ابتداءً من مرحلة مبكرة جدًا، تعلّم الطلاب أهمية الوطنية وأن الحرب كانت أمرًا جيدًا.
أدخِلت المشاعر والآراء الوطنية أيضًا ضمن إطار المرحلة الثانوية. إذ استهدفت المناهج المدرسية وبرامج محددة التنمية الوطنية للأطفال، خاصة المراهقين منهم. فقد أعادت مناهج التاريخ الجديدة صياغة قصة الماضي الأمريكي لتقليل أهمية النزاعات بين المستعمرات وبريطانيا، وتفكيك الصداقة التاريخية الأمريكية الألمانية، بهدف تشويه صورة الألمان. على سبيل المثال، تلقى كل طالب في المدرسة الثانوية كتيبًا خاصًا به في يناير 1918 بعنوان «دراسة الحرب العظمى» في محاولة لتشجيع العداوة تجاه ألمانيا والتأكيد على أهمية انتصار الحلفاء. شُدِّد أيضًا على أشياء مثل أهمية برنامج تدريب ضباط الاحتياط خلال ذلك الوقت. وُضِعت الملصقات القومية وغيرها من أشكال البروباغندا الإعلامية في الأماكن العامة في جميع أنحاء البلاد والتي أظهرت أيضًا أهمية الوطنية. صورت الملصقات الإعلانية، مثل ملصق «بوي سكاوت» المبين أدناه، المراهقين وهم يدعمون المجهود الحربي بكونهم شجعان ومحترمين. أثّر هذا النوع من البروباغندا بشكل خاص على المراهقين لأن معظمهم كانوا يحاول معرفة دوره في المجتمع ويريد الاندماج فيه؛ لذلك كانت الملصقات التي تظهر أقرانهم وهم يخدمون بلادهم ويحصلون على التقدير والاحترام، مؤثرة بشكل خاص في إقناعهم بالانضمام إلى المجهود الحربي بأي طريقة ممكنة.

## التأثير على المنظومة التعليمية

### فترة ما بعد الحرب
بعد انتهاء الحرب، تحولت الحركات القومية إلى حركات ركزت بشكل أكبر على السلام الدولي. إذ كانت هناك تحركات حكومية قوية نحو السلام والآراء المناهضة للحرب وضرورة تجنب المزيد من الحروب. بالإضافة إلى ذلك، كان هناك تركيز على تدويل التعليم العالي. على سبيل المثال، في عام 1920، أنشأت المؤسسة التعليمية الأمريكية البلجيكية برنامجًا يضم أكثر من 700 طالب، بحيث يذهب الطلاب الأمريكيون للدراسة في بلجيكا والعكس بالعكس بهدف تعزيز التفاهم الدولي. 

## تداعيات الحرب
بعد انتهاء الحرب العالمية الأولى، تغيرت الولايات المتحدة وبقية دول العالم. إذ كَبُرَ أولئك ممن كانوا أطفالًا خلال الحرب العالمية الأولى ليصبحوا بالغين في الحرب العالمية الثانية. فقد تعرض هؤلاء الأطفال للبروباغندا الإعلامية وتشرّبوا قيم القومية القوية والولاء للولايات المتحدة وحلفائها. لذلك، عندما جاءت الحرب العالمية الثانية، كان العديد من البالغين في الولايات المتحدة ما يزالوا يكمنون مشاعر سلبية تجاه الألمان إثر تعليمهم المدرسي خلال الحرب العالمية الأولى.
بالإضافة إلى ذلك، مُنحت النساء حق الاقتراع بعد الحرب العالمية الأولى بفترة وجيزة. ويعزى ذلك جزئيًا إلى حقيقة أنهنَّ ابتعدن عن أدوارهن التقليدية وشغلن وظائف المصانع التي أُجبِر الرجال على تركها من أجل الخدمة في الحرب العالمية الأولى. أثبتت النساء أهميتهن في المجتمع؛ الأمر الذي غذّى العديد من حركات حقوق المرأة بعد الحرب العالمية الأولى. وكانت الفتيات اللائي كنَّ في المدرسة خلال الحرب العالمية الأولى تتعلمن أيضًا عن أهمية القومية، ورأين أمهاتهن يؤدِّين أدوارًا يهيمن عليها الذكور تقليديًا. ساعدت هذه الرغبة في القومية والفرص الواسعة التي أتيحت لهنّ في تمكين هؤلاء الفتيات من النمو والانخراط بتأمين الحقوق لأنفسهن.